# Fiorentina Women's Football Club 2019-2020
Questa voce raccoglie le informazioni riguardanti la Società Sportiva Dilettantistica Fiorentina Women's Football Club nelle competizioni ufficiali della stagione 2019-2020.

## Stagione
A seguito dello svilupparsi della pandemia di COVID-19 che ha colpito l'Italia dal mese di febbraio, la partita valida per la sedicesima giornata di campionato contro il Milan prevista per il 23 febbraio 2020 venne rinviata. Il 10 marzo 2020, quando erano state giocate sedici giornate di campionato, venne comunicata dalla FIGC una prima sospensione di tutte le attività agonistiche fino al 3 aprile successivo, conseguentemente a quanto disposto dal Governo per decreto ministeriale. Seguirono una serie di proroghe della sospensione delle attività agonistiche, finché l'8 giugno 2020 venne comunicata la sospensione definitiva del campionato di Serie A. La classifica finale è stata definitiva sulla base della classifica al momento della sospensione definitiva del campionato, alla quale sono stati applicati dei criteri correttivi: la Fiorentina ha così concluso il campionato di Serie A al secondo posto con 51,268 punti finali, a pari punti col Milan, che ha concluso al terzo posto, essendo la Fiorentina in vantaggio per la migliore differenza reti media. Grazie al secondo posto, la Fiorentina si è qualificata alla UEFA Women's Champions League 2020-2021, quarta qualificazione consecutiva al massimo torneo europeo.

## Divise e sponsor
Le tenute di gioco sono le stesse della Fiorentina maschile.
| Casa | Trasferta |

## Organigramma societario
Area tecnica
- Allenatore: Antonio Cincotta
- Preparatore dei portieri: Nicola Melani
- Preparatore atletico: Fabio Barducci
- Collaboratore tecnico: Marco Merola
- Responsabile scientifico: Cristina Scaletti
- Medico sociale: Alice Bartolini
- Fisioterapista: Nadia Bagnoli
- Team Manager: Tamara Gomboli

### Rosa
Rosa, ruoli e numeri di maglia come da sito ViolaChannel, aggiornata al 17 gennaio 2020.
| N. |                        | Ruolo | Calciatrice              |
| -- | ---------------------- | ----- | ------------------------ |
| 1  | Italia (bandiera)      | P     | Francesca Durante        |
| 2  | Stati Uniti (bandiera) | D     | Janelle Cordia           |
| 3  | Italia (bandiera)      | D     | Alia Guagni              |
| 4  | Danimarca (bandiera)   | D     | Janni Arnth Jensen       |
| 5  | Italia (bandiera)      | D     | Alice Tortelli           |
| 6  | Germania (bandiera)    | C     | Stephanie Breitner       |
| 7  | Italia (bandiera)      | C     | Greta Adami              |
| 8  | Italia (bandiera)      | C     | Alice Parisi             |
| 9  | Italia (bandiera)      | A     | Ilaria Mauro             |
| 10 | Italia (bandiera)      | A     | Tatiana Bonetti          |
| 11 | Italia (bandiera)      | C     | Valery Vigilucci         |
| 12 | Italia (bandiera)      | C     | Marta Mascarello         |
| 14 | Colombia (bandiera)    | P     | Catalina Pérez Jaramillo |

| N. |                      | Ruolo | Calciatrice          |
| -- | -------------------- | ----- | -------------------- |
| 15 | Italia (bandiera)    | D     | Chiara Ripamonti     |
| 16 | Italia (bandiera)    | A     | Margherita Monnecchi |
| 17 | Australia (bandiera) | A     | Lisa De Vanna        |
| 18 | Italia (bandiera)    | C     | Marta Morreale       |
| 20 | Italia (bandiera)    | C     | Michela Catena       |
| 22 | Italia (bandiera)    | C     | Azzurra Corazzi      |
| 24 | Belgio (bandiera)    | D     | Davina Philtjens     |
| 25 | Danimarca (bandiera) | C     | Frederikke Thøgersen |
| 26 | Scozia (bandiera)    | A     | Lana Clelland        |
| 29 | Spagna (bandiera)    | A     | Paloma Lázaro        |
| 33 | Italia (bandiera)    | D     | Martina Fusini       |
| 34 | Francia (bandiera)   | D     | Laura Agard          |
| 87 | Svezia (bandiera)    | P     | Stéphanie Öhrström   |

## Calciomercato

### Sessione estiva
| Acquisti | Acquisti             | Acquisti         | Acquisti      |
| R.       | Nome                 | da               | Modalità      |
| -------- | -------------------- | ---------------- | ------------- |
| D        | Janni Arnth Jensen   | Arsenal          | definitivo    |
| C        | Frederikke Thøgersen | Fortuna Hjørring | definitivo    |
| C        | Janelle Cordia       | Fortuna Hjørring | definitivo    |
| A        | Lisa De Vanna        | Sydney FC        | definitivo    |
| A        | Greis Domi           | Roma CF          | fine prestito |
| A        | Paloma Lázaro        | Pink Sport Time  | definitivo    |
| A        | Marta Mascarello     | Tavagnacco       | definitivo    |

| Cessioni | Cessioni         | Cessioni        | Cessioni         |
| R.       | Nome             | a               | Modalità         |
| -------- | ---------------- | --------------- | ---------------- |
| D        | Eleonora Binazzi |                 | svincolata       |
| D        | Heleen Jaques    | Sassuolo        | definitivo       |
| A        | Greis Domi       | Vittorio Veneto | svincolata       |
| A        | Sofia Kongoulī   | Tavagnacco      | definitivo       |
| A        | Liljana Kostova  |                 | svincolata       |
| A        | Isotta Nocchi    | Florentia S.G.  | rinnovo prestito |
| A        | Danila Zazzera   | Sassuolo        | prestito         |

### Sezione invernale
| Acquisti | Acquisti                 | Acquisti           | Acquisti   |
| R.       | Nome                     | da                 | Modalità   |
| -------- | ------------------------ | ------------------ | ---------- |
| P        | Catalina Pérez Jaramillo | New England Mutiny | definitivo |

| Cessioni | Cessioni     | Cessioni   | Cessioni   |
| R.       | Nome         | a          | Modalità   |
| -------- | ------------ | ---------- | ---------- |
| P        | Noemi Fedele | Collerense | definitivo |

## Risultati

### Serie A

#### Girone di andata
| Arbitro: | Crezzini (Siena) |

|                        |           |                                          |
| Dongus 61’ Kelly 90+2’ | Marcatori | 8’, 21’ Lázaro 56’ Cordia 90+4’ De Vanna |

| Arbitro: | Madonia (Palermo) |

|  |           |                             |
|  | Marcatori | 43’ Serturini 74’ Hegerberg |

| Arbitro: | Gasperotti (Rovereto) |

|                          |           |              |
| De Vanna 29’ Bonetti 50’ | Marcatori | 65’ Kongoulī |

| Arbitro: | Castellone (Napoli) |

|               |           |                                |
| Cambiaghi 80’ | Marcatori | 88’ Bonetti 90+3’ Arnth Jensen |

| Arbitro: | Di Cicco (Lanciano) |

|            |           |                       |
| Guagni 33’ | Marcatori | 55’ Salvatori Rinaldi |

| Arbitro: | Pistarelli (Fermo) |

|  |           |                               |
|  | Marcatori | 9’ Thøgersen 45’, 85’ Bonetti |

| Arbitro: | Perri (Roma) |

|                                             |           |                        |
| Mauro 8’, 35’ Bonetti 49’ Parisi 88’ (rig.) | Marcatori | 64’ Glionna 80’ Pasini |

| Arbitro: | Sicurello (Seregno) |

|            |           |  |
| Girelli 9’ | Marcatori |  |

| Arbitro: | Bonacina (Bergamo) |

|  |           |                                  |
|  | Marcatori | 16’ Agard 39’ Bonetti 54’ Cordia |

| Arbitro: | Grasso (Ariano Irpino) |

|                                             |           |  |
| Bonetti 17’, 31’, 53’ Fracaros 45+1’ (aut.) | Marcatori |  |

| Arbitro: | Rinaldi (Bassano del Grappa) |

|          |           |                                        |
| Muya 22’ | Marcatori | 10’, 19’ Mauro 52’ De Vanna 83’ Lázaro |

#### Girone di ritorno
| Arbitro: | Ubaldi (Roma) |

|                                                 |           |                |
| Bonetti 5’, 34’, 50’ Mauro 9’, 43’ De Vanna 66’ | Marcatori | 54’ Martinovic |

| Arbitro: | Barbiero (Campobasso) |

|                                    |           |                           |
| Thestrup 34’ Andressa 90+1’ (rig.) | Marcatori | 17’ De Vanna 78’ Breitner |

| Tavagnacco 1º febbraio 2020, ore 12:30 CET 14ª giornata | Tavagnacco          | 0 – 3 A tavolino referto | Fiorentina | Stadio comunale\| Arbitro: \| Rizzello (Casarano) \| |
| Arbitro:                                                | Rizzello (Casarano) |                          |            |                                                      |

| Arbitro: | Grasso (Ariano Irpino) |

|                         |           |               |
| Guagni 6’ Thøgersen 77’ | Marcatori | 9’ K. Dubcová |

| Monza 23 febbraio 2020, ore 12:30 CET 16ª giornata | Milan | – Annullata | Fiorentina | Stadio Brianteo |

| Firenze 21 marzo 2020, ore 14:30 CET 17ª giornata | Fiorentina | – Annullata | Pink Sport Time | Stadio comunale Gino Bozzi |

| Verona 28 marzo 2020, ore 14:30 CET 18ª giornata | Verona | – Annullata | Fiorentina | Stadio Aldo Olivieri |

| Firenze 18 aprile 2020, ore 15:00 CEST 19ª giornata | Fiorentina | – Annullata | Juventus | Stadio comunale Gino Bozzi |

| Firenze 25 aprile 2020, ore 15:00 CEST 20ª giornata | Fiorentina | – Annullata | Empoli | Stadio comunale Gino Bozzi |

| Solbiate Arno 9 maggio 2020, ore 15:00 CEST 21ª giornata | Inter | – Annullata | Fiorentina | Stadio Felice Chinetti |

| Firenze 16 maggio 2020, ore 15:00 CEST 22ª giornata | Fiorentina | – Annullata | Orobica | Stadio comunale Gino Bozzi |

### Coppa Italia
| Arbitro: | Schiavon (Treviso) |

|  |           |                                                                         |
|  | Marcatori | 21’ Bonetti 45’ Mascarello 67’ Thøgersen 73’ (rig.) Parisi 90+3’ Lázaro |

| Arbitro: | Bracaccini (Macerata) |

|                       |           |                        |
| Salvatori Rinaldi 64’ | Marcatori | 69’ Guagni 72’ Bonetti |

| Firenze 26 febbraio 2020, ore CET Quarti di finale - ritorno | Fiorentina | – Annullata | Milan | Stadio comunale Gino Bozzi |

### UEFA Women's Champions League
| Arbitro: | Ivana Martinčić |

|  |           |                                       |
|  | Marcatori | 18’, 51’ Miedema 32’ Little 55’ Evans |

| Arbitro: | Iuliana Demetrescu |

|                               |           |  |
| Little 43’ (rig.) Miedema 74’ | Marcatori |  |

### Supercoppa italiana
| Arbitro: | Pirriatore (Bologna) |

|                            |           |  |
| Girelli 12’ Stašková 90+2’ | Marcatori |  |

## Statistiche

### Statistiche di squadra
| Competizione        | Punti       | In casa | In casa | In casa | In casa | In casa | In casa | In trasferta | In trasferta | In trasferta | In trasferta | In trasferta | In trasferta | Totale | Totale | Totale | Totale | Totale | Totale | DR  |
| Competizione        | Punti       | G       | V       | N       | P       | Gf      | Gs      | G            | V            | N            | P            | Gf           | Gs           | G      | V      | N      | P      | Gf     | Gs     | DR  |
| ------------------- | ----------- | ------- | ------- | ------- | ------- | ------- | ------- | ------------ | ------------ | ------------ | ------------ | ------------ | ------------ | ------ | ------ | ------ | ------ | ------ | ------ | --- |
| Serie A             | 35 (51,268) | 7       | 5       | 1       | 1       | 21      | 8       | 8            | 6            | 1            | 1            | 19           | 7            | 15     | 11     | 2      | 2      | 40     | 15     | +25 |
| Coppa Italia        | -           | 0       | 0       | 0       | 0       | 0       | 0       | 2            | 2            | 0            | 0            | 7            | 1            | 2      | 2      | 0      | 0      | 7      | 1      | +6  |
| Supercoppa italiana | -           | -       | -       | -       | -       | -       | -       | -            | -            | -            | -            | -            | -            | 1      | 0      | 0      | 1      | 0      | 2      | -2  |
| Champions League    | -           | 1       | 0       | 0       | 1       | 0       | 4       | 1            | 0            | 0            | 1            | 0            | 2            | 2      | 0      | 0      | 2      | 0      | 6      | -6  |
| Totale              | -           | 8       | 5       | 1       | 2       | 21      | 12      | 11           | 8            | 1            | 2            | 26           | 10           | 20     | 13     | 2      | 5      | 47     | 24     | +23 |

### Andamento in campionato
| Giornata  | 1 | 2 | 3 | 4 | 5 | 6 | 7 | 8 | 9 | 10 | 11 | 12 | 13 | 14 | 15 | 16 | 17 | 18 | 19 | 20 | 21 | 22 |
| --------- | - | - | - | - | - | - | - | - | - | -- | -- | -- | -- | -- | -- | -- | -- | -- | -- | -- | -- | -- |
| Luogo     | T | C | C | T | C | T | C | T | T | C  | T  | C  | T  | T  | C  | T  | C  | T  | C  | C  | T  | C  |
| Risultato | V | P | V | V | N | V | V | P | V | V  | V  | V  | N  | V  | V  | -  | -  | -  | -  | -  | -  | -  |
| Posizione | 1 | 5 | 3 | 3 | 4 | 3 | 3 | 3 | 2 | 2  | 2  | 2  | 2  | 2  | 2  | 2  | -  | -  | -  | -  | -  | -  |

Legenda:

Luogo: C = Casa; T = Trasferta. Risultato: V = Vittoria; N = Pareggio; P = Sconfitta.

### Statistiche delle giocatrici
| Giocatore       | Serie A  | Serie A | Serie A     | Serie A    | Coppa Italia | Coppa Italia | Coppa Italia | Coppa Italia | Supercoppa italiana | Supercoppa italiana | Supercoppa italiana | Supercoppa italiana | Champions League | Champions League | Champions League | Champions League | Totale   | Totale | Totale      | Totale     |
| Giocatore       | Presenze | Reti    | Ammonizioni | Espulsioni | Presenze     | Reti         | Ammonizioni  | Espulsioni   | Presenze            | Reti                | Ammonizioni         | Espulsioni          | Presenze         | Reti             | Ammonizioni      | Espulsioni       | Presenze | Reti   | Ammonizioni | Espulsioni |
| --------------- | -------- | ------- | ----------- | ---------- | ------------ | ------------ | ------------ | ------------ | ------------------- | ------------------- | ------------------- | ------------------- | ---------------- | ---------------- | ---------------- | ---------------- | -------- | ------ | ----------- | ---------- |
| G. Adami        | 13       | 0       | 2           | 0          | 1            | 0            | 0            | 0            | 1                   | 0                   | 0                   | 0                   | 2                | 0                | 0                | 0                | 17       | 0      | 2           | 0          |
| L. Agard        | 11       | 1       | 0           | 0          | 2            | 0            | 0            | 0            | 1                   | 0                   | 1                   | 0                   | 2                | 0                | 0                | 0                | 16       | 1      | 1           | 0          |
| J. Arnth Jensen | 9        | 1       | 0           | 0          | 0            | 0            | 0            | 0            | 1                   | 0                   | 0                   | 0                   | 2                | 0                | 0                | 0                | 12       | 1      | 0           | 0          |
| T. Bonetti      | 14       | 12      | 1           | 0          | 2            | 2            | 0            | 0            | 1                   | 0                   | 0                   | 0                   | 1                | 0                | 0                | 0                | 18       | 14     | 1           | 0          |
| S. Breitner     | 7        | 1       | 1           | 1          | 1            | 0            | 0            | 0            | 1                   | 0                   | 0                   | 0                   | 2                | 0                | 0                | 0                | 11       | 1      | 1           | 1          |
| M. Catena       | 3        | 0       | 0           | 0          | 0            | 0            | 0            | 0            | -                   | -                   | -                   | -                   | -                | -                | -                | -                | 3        | 0      | 0           | 0          |
| L. Clelland     | 2        | 0       | 0           | 0          | -            | -            | -            | -            | -                   | -                   | -                   | -                   | -                | -                | -                | -                | 2        | 0      | 0           | 0          |
| A. Corazzi      | 0        | 0       | 0           | 0          | 1            | 0            | 0            | 0            | -                   | -                   | -                   | -                   | -                | -                | -                | -                | 1        | 0      | 0           | 0          |
| J. Cordia       | 13       | 2       | 2           | 1          | 1            | 0            | 0            | 0            | 0                   | 0                   | 0                   | 0                   | 2                | 0                | 0                | 0                | 16       | 2      | 2           | 1          |
| L. De Vanna     | 14       | 5       | 1           | 0          | 2            | 0            | 0            | 0            | 1                   | 0                   | 0                   | 0                   | 2                | 0                | 1                | 0                | 19       | 5      | 2           | 0          |
| F. Durante      | 3        | -4      | 0           | 0          | -            | -            | -            | -            | -                   | -                   | -                   | -                   | 2                | -6               | 0                | 0                | 5        | -10    | 0           | 0          |
| N. Fedele       | 0        | 0       | 0           | 0          | 1            | 0            | 0            | 0            | 0                   | 0                   | 0                   | 0                   | -                | -                | -                | -                | 1        | 0      | 0           | 0          |
| M. Fusini       | 5        | 0       | 0           | 0          | 1            | 0            | 0            | 0            | 0                   | 0                   | 0                   | 0                   | 1                | 0                | 0                | 0                | 7        | 0      | 0           | 0          |
| A. Guagni       | 11       | 2       | 0           | 0          | 1            | 1            | 0            | 0            | 1                   | 0                   | 0                   | 0                   | 1                | 0                | 0                | 0                | 14       | 3      | 0           | 0          |
| P. Lázaro       | 10       | 3       | 1           | 0          | 2            | 1            | 0            | 0            | 0                   | 0                   | 0                   | 0                   | 2                | 0                | 1                | 0                | 14       | 4      | 2           | 0          |
| M. Mascarello   | 8        | 0       | 0           | 0          | 2            | 1            | 0            | 0            | 0                   | 0                   | 0                   | 0                   | 0                | 0                | 0                | 0                | 10       | 1      | 0           | 0          |
| I. Mauro        | 12       | 6       | 0           | 0          | 0            | 0            | 0            | 0            | 1                   | 0                   | 0                   | 0                   | 1                | 0                | 0                | 0                | 14       | 6      | 0           | 0          |
| M. Monnecchi    | 1        | 0       | 0           | 0          | 1            | 0            | 0            | 0            | -                   | -                   | -                   | -                   | 0                | 0                | 0                | 0                | 2        | 0      | 0           | 0          |
| M. Morreale     | 0        | 0       | 0           | 0          | 1            | 0            | 0            | 0            | -                   | -                   | -                   | -                   | -                | -                | -                | -                | 1        | 0      | 0           | 0          |
| S. Öhrström     | 12       | -10     | 0           | 0          | 1            | -1           | 0            | 0            | 1                   | -2                  | 0                   | 0                   | 0                | 0                | 0                | 0                | 14       | -13    | 0           | 0          |
| A. Parisi       | 14       | 1       | 2           | 0          | 2            | 1            | 0            | 0            | 1                   | 0                   | 1                   | 0                   | 2                | 0                | 0                | 0                | 19       | 2      | 3           | 0          |
| C. Pérez        | 0        | 0       | 0           | 0          | 0            | 0            | 0            | 0            | -                   | -                   | -                   | -                   | -                | -                | -                | -                | 0        | 0      | 0           | 0          |
| D. Philtjens    | 12       | 0       | 2           | 0          | 0            | 0            | 0            | 0            | 1                   | 0                   | 0                   | 0                   | 2                | 0                | 1                | 0                | 15       | 0      | 3           | 0          |
| C. Ripamonti    | 1        | 0       | 0           | 0          | 1            | 0            | 0            | 0            | 0                   | 0                   | 0                   | 0                   | -                | -                | -                | -                | 2        | 0      | 0           | 0          |
| F. Thøgersen    | 15       | 2       | 0           | 0          | 2            | 1            | 0            | 0            | 1                   | 0                   | 0                   | 0                   | 2                | 0                | 0                | 0                | 20       | 3      | 0           | 0          |
| A. Tortelli     | 11       | 0       | 2           | 0          | 1            | 0            | 0            | 0            | 1                   | 0                   | 0                   | 0                   | 1                | 0                | 0                | 0                | 14       | 0      | 2           | 0          |
| V. Vigilucci    | 8        | 0       | 0           | 0          | 2            | 0            | 0            | 0            | 1                   | 0                   | 0                   | 0                   | 1                | 0                | 0                | 0                | 12       | 0      | 0           | 0          |